# Some Kind of Wonderful (lied)
Some Kind of Wonderful is een nummer van de Amerikaanse band Soul Brothers Six uit 1967. Op 9 december 1974 bracht de eveneens Amerikaanse band Grand Funk een cover van het nummer uit, als eerste single van hun negende studioalbum All the Girls in the World Beware!!!. Op 7 februari 1975 werd het nummer in het Verenigd Koninkrijk en Ierland op single uitgebracht.

## Achtergrond
De originele versie van Soul Brothers Six werd nergens een hit. De cover van Grand Funk werd daarentegen begin 1975 een grote hit in thuisland de Verenigde Staten, met een 3e positie in de Billboard Hot 100. Ook in het Nederlandse taalgebied sloeg de plaat aan. In Canada werd de 6e positie behaald en in Australië de 39e.
In Nederland werd de plaat door de omroepen (behalve de TROS) op zaterdag 22 februari 1975 verkozen tot de 206e Troetelschijf van de week op Hilversum 3 en werd een radiohit in de destijds twee landelijke hitlijsten op de nationale publieke popzender. De plaat bereikte de 13e positie in de Nederlandse Top 40 (destijds uitgezonden door de TROS) en de 16e positie in de Nationale Hitparade.
In België bereikte de plaat de 29e positie in de voorloper van de Vlaamse Ultratop 50. In de Vlaamse Radio 2 Top 30 en in Wallonië werd géén notering behaald.
De plaat is later nog vaker gecoverd. Onder andere Huey Lewis & the News (1994) en Toploader (2002) brachten een eigen versie uit, maar zij wisten het succes van de cover van Grand Funk niet te evenaren.
In de sinds december 1999 jaarlijks uitgezonden NPO Radio 2 Top 2000 van de Nederlandse publieke radiozender NPO Radio 2 stond de plaat uitsluitend van 1999 t/m 2014 in de lijst genoteerd, met als hoogste notering een 864e positie in 2000.

## Trivia
- "Some Kind of Wonderful" door Grand Funk verscheen in 2004 op de soundtrack van het computerspel Grand Theft Auto: San Andreas en kan worden gehoord op de virtuele radiozender K-DST.

### NPO Radio 2 Top 2000
| Nummer met noteringen in de NPO Radio 2 Top 2000 | '99 | '00 | '01  | '02  | '03  | '04  | '05  | '06  | '07  | '08  | '09  | '10  | '11  | '12  | '13  | '14  |
| ------------------------------------------------ | --- | --- | ---- | ---- | ---- | ---- | ---- | ---- | ---- | ---- | ---- | ---- | ---- | ---- | ---- | ---- |
| Some Kind of Wonderful                           | 996 | 864 | 1256 | 1088 | 1365 | 1131 | 1341 | 1414 | 1632 | 1361 | 1616 | 1626 | 1865 | 1941 | 1953 | 1994 |

1. ↑  Een vetgedrukt getal geeft de hoogste notering aan.
2. ↑  Deze tabel is bijgewerkt tot en met de laatste editie (2024).